# Велика Грчка
Велика Грчка  (лат. Magna Graecia, грч.  [], итал. Magna Grecia) је име јужног дела Италије, којега су Грци колонизовали у 8. веку п. н. е. То име су Римљани дали приобалским областима Јужне Италије у данашњим италијанским регијама Калабрија, Апулија, Базиликата, Кампанија и Сицилија; ови региони су били у великој мери насељени грчким насељеницима. Ови досељеници, који су почели да пристижу у 8. веку пре нове ере, донели су са собом своју хеленску цивилизацију, која је оставила трајан траг у Италији (као на пример у култури старог Рима). Они су такође утицали на домородачке народе, као што су Сикули и Енотријани, који су се хеленизовали након што су усвојили грчку културу као своју.
Грчки израз Megálē Hellás, касније преведен на латински као Magna Graecia, први пут се појављује у Полибијевим Историјама, где је овај термин приписао Питагори и његовој филозофској школи. Страбон је такође користио термин да означи величину територије коју су освојили Грци, а римски песник Овидије је користио тај термин у својој песми Фасти.

## Антика
Према Страбоновој Географији, колонизација Велике Грчке је почела већ у време Тројанског рата и трајала је неколико векова.
У 8. и 7. веку пре нове ере, услед демографских криза (глад, пренасељеност, итд), застоја, растуће потребе за новим трговачким објектима и лукама, и протеривања из своје домовине после ратова, Грци су почели да се насељавају у јужној Италији. Почеле су да се оснивају колоније широм Средоземног и Црног мора (са изузетком северозападне Африке, у сфери утицаја Картагине), укључујући Сицилију и јужни део Италијанског полуострва. Римљани су ову област звали Magna Graecia (латински за „Велика Грчка”) пошто је била тако густо насељена Грцима. Антички географи су се разликовали око тога да ли је термин обухватао Сицилију или само Апулију, Кампанију и Калабрију, а Страбон и Ливије су били најистакнутији заговорници ширих дефиниција.
Са колонизацијом, грчка култура је извезена у Италију на својим дијалектима старогрчког језика, својим верским обредима и својим традицијама независног полиса. Оригинална хеленска цивилизација се убрзо развила и касније ступила у интеракцију са домаћим италским цивилизацијама. Најважнија културна трансплантација била је халкидско/кумска варијанта грчког алфабета, коју су усвојили Етрурци; старо италско писмо је касније еволуирало у латинично писмо, које је постало најчешће коришћено писмо на свету.
Неке од ових хеленских колонија и данас постоје, као што су Неаполис („Нови град“, сада Напуљ), Сиракуза, Агриђенто, Тарас (Таранто), Ређо ди Калабрија или Кротон.
Први грчки град који је апсорбован у Римску републику био је Неаполис 327. п. н. е. Остали грчки градови у Италији су уследили током Самнитских ратова и Пировог рата; Тарас је последњи пао 272. Сицилију је освојио Рим током Првог пунског рата. Само је Сиракуза остала независна до 212. године, јер је њен краљ Хијерон II био одани савезник Римљана. Међутим, његов унук Хијероним склопио је савез са Ханибалом, што је подстакло Римљане да опседну град, који је пао 212. упркос Архимедовим машинама, које је Прокло описао у свом коментару на Еуклидове елементе. Архимед је конструисао оружје на компримовани ваздух, тегове и противтеже, према Ктесибију и Хероју.
- Грчки храмови Пестум, Кампанија
- Мозаик из Колоније, Калабрија
- Херин храм у Метапонту, Базиликата
- Храм Конкордије, Агриђенто, Сицилија
- Мило од Кротона
- Архимед из Сиракузе
- Архита од Тарентума
- Грчки новчићи Тарента из 5. века пре нове ере
- Богиња Ника која се вози на двоколицама, апулијска патера (послужавник), 4. век пне
- Глава-Кантара женског фауна или Јоа, црвенофигурална керамика, Јужна Италија, 375-350. п. н. е.

## Грчке колоније у осмом веку п. н. е.
Грци су у 8. и 7. веку п. н. е. успостављали колоније по разним крајевима Средоземља, од источне обале Црног мора до Масилије (данашњи Марсељ). Основали су насеља на Сицилији и јужном делу Апенинског полуострва. Римљани су то подручје густо насељено Грцима звали Magna Graecia, у преводу „Велика Грчка“. Антички географи се једино нису слагали да ли тај појам укључује Сицилију или не. Страбон сматра да је Велика Грчка обухватала Апулију, Калабрију и Сицилију.

## Грчка култура
Доласком Грка у то подручје долази и грчка култура, религија, језик и традиције независних полиса. Убрзо се ту развија оригинална грчка цивилизација, која касније долази у интеракцију са домородачким латинским и италским цивилизацијама.
Најзначајнији допринос је писмо. Једну верзију грчког писма Етрурци су прилагодили и то је еволуирало у латиницу.
На том подручју су живели и радили Архимед, Питагора и Емпедокле.

## Оснивају се градови
Многи нови градови постају моћни и богати:
- Капуа
- Неаполис (Напуљ)
- Сиракуза
- Акрагас (Агригент)
- Субарис (Сибарис)
- Тарас (Таранто)
- Локри
- Регион
- Кротон
- Туриј
- Елеа
- Анкон (Анкона)

Велика Грчка постаје део Римске републике после Пировог рата. До пада римског царства много Грка је романизовано, престали су причати грчки и тиме су асимиловани.

## Каснија историја
После пада римског царства и посебно после Готског рата подручје је знатно опустело и осиромашило. 
Било је под управом Византије све до доласка Нормана. Дошли су нови таласи Грка у том периоду у Велику Грчку. У подручју је грчки поново постао главни језик све до 11. века. Данас још увек постоје у Калабрији и у Саленту мање групе становништва, које говоре грико, једну мешавину грчког са италијанским елементима.